# Mer calme et heureux voyage (Mendelssohn)
Meeresstille und glückliche Fahrt
Pour les articles homonymes, voir Mer calme et heureux voyage.
Mer calme et heureux voyage (Meeresstille und glückliche Fahrt) en ré majeur, op. 27 (MWV P 5), est une ouverture de Felix Mendelssohn datant de 1828.

## Histoire
Elle fut créée en privé le 7 septembre 1828 à Berlin, sous la direction du compositeur. L'œuvre illustre musicalement deux poèmes de Goethe (Meeresstille et Glückliche Fahrt) évoquant une traversée maritime.

## Structure
L'œuvre se compose de deux parties :
1. Adagio
2. Allegro

## Analyse
L'œuvre commence par un bref Adagio, qui fait état d'une mer calme et sans vent, le navire étant immobile, suivi d'un Allegro, qui se développe amplement à partir d'un motif exposé par une flûte (représentant la flamme, indiquant le vent qui se lève). Ensuite ce sont les voiles qui prennent le vent, se gonflent ; le navire va avancer, il prend de plus en plus d'allure. À la fin Les matelots montent le long du mât et les voiles sont baissées. Le morceau se termine par une fanfare de trompettes qui suggère le soulagement et la joie d'avoir regagné la terre ferme sans encombre.
L'instrumentation habile de cette ouverture en fait une page attrayante de musique symphonique. Son exécution dure approximativement 12 minutes.

## Discographie
- Mendelssohn : Concerto n°2 pour violon et orchestre en mi mineur, op. 64 ; Le Songe d'une nuit d'été, Ouverture, Op. 21 ; Les Hébrides (la grotte de Fingal), Ouverture, Op. 26 ; Mer calme et Heureux voyage, Ouverture, Op. 27 - Orchestre Philharmonique Tchèque, dir. Karel Ancerl, violon Josef Suk ; Orchestre Symphonique de Prague, dir. Vaclav Smetacek (CLA-CD 117, Les Genies du Classique)